# Билярская волость (Вятская губерния)
Билярская волость — административно-территориальная единица в составе Елабужского уезда Вятской губернии. С 1921 года передана в состав Можгинского уезда Вотской АО. Упразднена в 1924 году, её территория разделена между Алнашской, Граховской и Можгинской волостями.
Волостное правление располагалось в селе Биляр.

## История
Билярская волость образована приблизительно в 1904 году, до этого село Биляр входило в состав Можгинской волости.
В 1916 году волость входила во II стан уезда и включала 11 сельских обществ, 18 селений, 1101 двор. В волости проживало 3356 жителей мужского пола и 3638 женского.
27 марта 1919 года Елабужский уезд вместе с Билярской волостью был передан в Казанскую губернию.
18 июня 1920 года Билярская волость Елабужского уезда была возвращена в Вятскую губернию.
5 января 1921 года, в связи с образованием Вотской АО, в северной части упразднённого Елабужского уезда образован Можгинский уезд, в состав которого среди прочих входит и Билярская волость. Волость упразднена в 1924 году, её территория разделена между Алнашской, Граховской и Можгинской волостями.